# یواس‌اس سگیناس (ای‌کی-۱۳۳)
یواس‌اس سگیناس (ای‌کی-۱۳۳) (به انگلیسی: USS Seginus (AK-133)) یک کشتی بود که طول آن ۴۴۱ فوت ۶ اینچ (۱۳۴٫۵۷ متر) بود. این کشتی در سال ۱۹۴۴ ساخته شد.